# Crise petrolífera de 1979

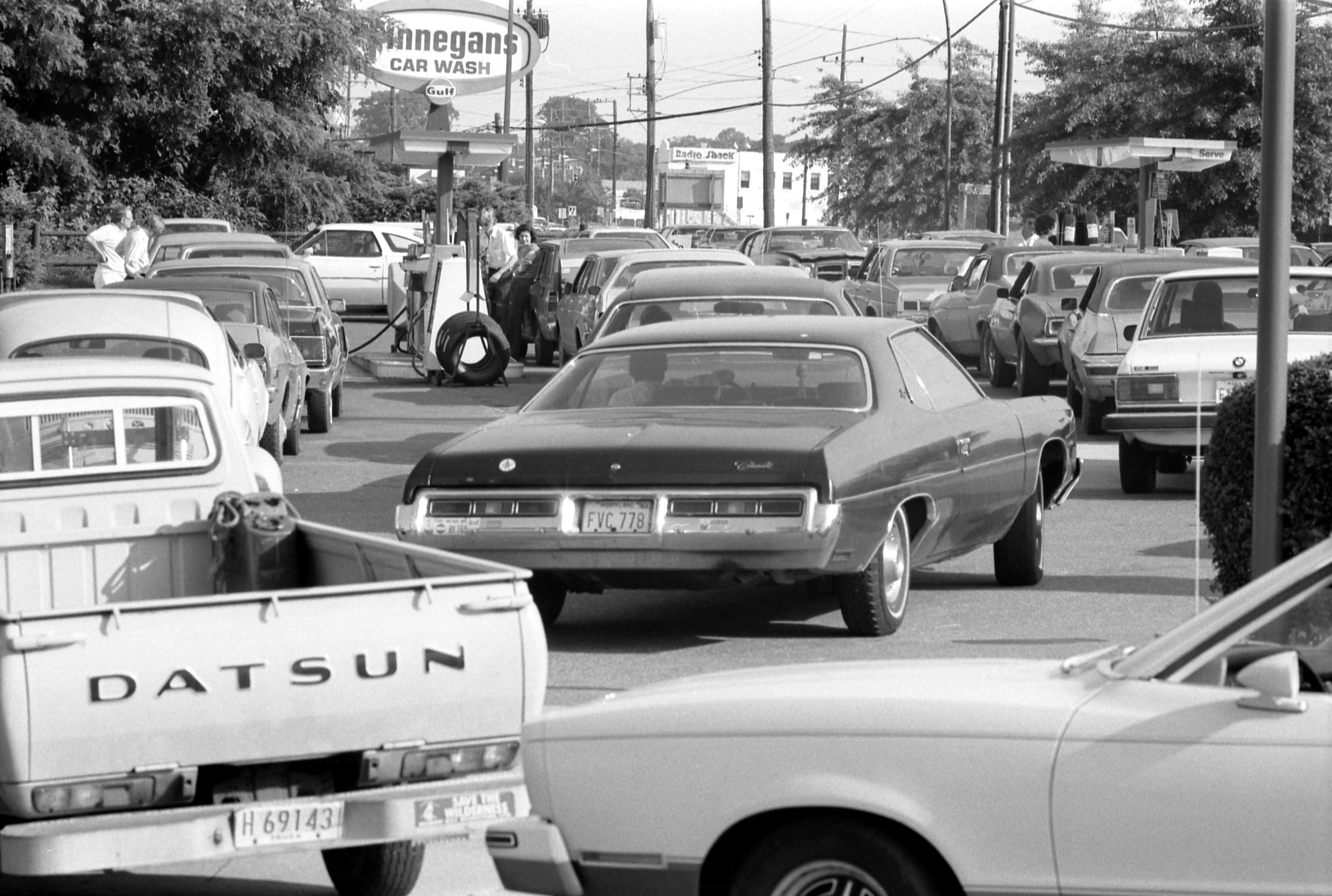
Fila de carros em um posto de combustível em Maryland, Estados Unidos, 15 de junho de 1979.

A crise do petróleo de 1979 ou o segundo choque do petróleo ocorreram no mundo devido à diminuição da produção de petróleo após a Revolução Iraniana. Apesar do fato de o suprimento global de petróleo ter diminuído apenas ~ 4%, o pânico generalizado resultou em uma elevação brusca do preço, que mais do que dobrou para US$ 39,50 por barril nos 12 meses seguintes, o que formou longas filas em postos de gasolina, como na crise do petróleo de 1973.
Em 1980, após o início da Guerra Irã-Iraque, a produção de petróleo no Irã quase parou e a produção de petróleo do Iraque também foi severamente cortada. Recessões econômicas foram desencadeadas nos Estados Unidos e em outros países. Os preços do petróleo não diminuíram para os níveis pré-crise até meados dos anos 1980. Em meio a protestos maciços, o xá do Irã, Mohammad Reza Pahlavi, fugiu de seu país no início de 1979 e o aiatolá Khomeini logo se tornou o novo líder do Irã. Os protestos interromperam gravemente o setor de petróleo iraniano, com a produção sendo bastante reduzida e as exportações suspensas. Em novembro de 1978, uma greve de 37 000 trabalhadores nas refinarias nacionalizadas de petróleo do Irã reduziu inicialmente a produção de 6 milhões de barris (950 000 m³) por dia para cerca de 1,5 milhão de barris (240 000 m³). Trabalhadores estrangeiros (incluindo trabalhadores qualificados em petróleo) fugiram do país. Em 16 de janeiro de 1979, o xá e sua esposa deixaram o Irã a pedido do primeiro-ministro Shapour Bakhtiar (um antigo líder da oposição), que procurou acalmar a situação.
Depois de 1980, os preços do petróleo começaram um declínio de 20 anos, exceto por uma breve recuperação durante a Guerra do Golfo, atingindo uma queda de 60% nos anos 1990. Como na crise de 1973, a política global e o equilíbrio de poder foram impactados. Exportadores de petróleo, como México, Nigéria e Venezuela, expandiram a produção; a União Soviética se tornou o principal produtor mundial e o petróleo do Mar do Norte e do Alasca inundou o mercado. Os Estados Unidos e a Noruega tinham muito mais reservas de petróleo do que o previsto na década de 1970 e a OPEP perdeu influência.